# 모란역
모란역(牡丹驛, Moran station)은 대한민국 경기도 성남시 수정구 수진동과 중원구 성남동에 걸쳐 있는 수도권 전철 수인·분당선과 수도권 전철 8호선의 전철역이자 환승역이다. 수도권 전철 8호선은 이 역부터 산성역까지 지하 구간이다. 수도권 전철 8호선은 이 역부터 암사역사공원역까지 서울교통공사 구간이다. 수도권 전철 수인·분당선은 여수천 하저터널로 야탑역과 연결된다.

## 역사
- 1994년 9월 1일 : 분당선 개통과 함께 영업 개시
- 1996년 11월 23일 : 서울 지하철 8호선 모란 ~ 잠실 구간 개통과 함께 종착역으로 환승역이 됨
- 2003년 9월 3일 : 선릉 ~ 수서 구간 개통으로 선릉 기점 14.1km로 변경[1]
- 2009년 : 8호선 승강장 스크린도어 설치 완료
- 2009년 12월 1일 : 철도승차권 단말기 철거
- 2010년 : 분당선 승강장 스크린도어 설치 완료
- 2012년 9월 18일 : 왕십리 ~ 선릉 구간 개통으로 왕십리 기점 20.8km로 변경[2]
- 2021년 12월 18일 : 서울 지하철 8호선은 남위례역 개통과 함께 역번호를 기존 826에서 827로 변경
- 미정 : 서울 지하철 8호선 모란역~판교역 구간 연장 개통 예정

## 역 구조
두 노선 모두 2면 2선의 상대식 승강장을 갖춘 지하역이며, 완전밀폐형 스크린도어가 설치되어 있다. 출입구는 한국철도공사 관할 8개, 서울교통공사 관할 4개로 총 12개다. 1번~8·12번 출입구는 성남동에 있고, 9번~11번 출입구는 수진동에 있다.

### 수인분당선 승강장
| ↑ 태평 |
| \| １  |
| 야탑 ↓ |

| 1 | ● 수도권 전철 수인·분당선 | 야탑 · 서현 · 기흥 · 수원 · 인천 방면     |
| 2 | ● 수도권 전철 수인·분당선 | 태평 · 구룡 · 선릉 · 선정릉 · 왕십리 방면 |

### 8호선 승강장
| 수진 ↑    |
| \| 상     |
| 시·종착역 |

| 상행 | ● 수도권 전철 8호선 | 남한산성입구 · 복정 · 가락시장 · 석촌 · 구리 · 별내 방면 |
| 하행 | ● 수도권 전철 8호선 | 당역 종착, 모란기지 입고 열차 당역 종착                  |

### 환승 시 유의
8호선은 계단을 통하여 승강장을 횡단할 수 있다. 수인분당선은 별개로 분리된 개찰구 구조 방식 때문에 반대편 승강장으로 횡단하기 위해서는 환승통로를 이용해야 한다. 서울전용 정기승차권은 8호선 개찰구에서만 사용 가능하다. 다만, 기후동행카드는 수인분당선 개찰구에서도 사용할 수 있다.

## 역 주변
| 나가는 곳 | 방면 |
| --------- | --- |
| 1         | 농협 성남농협 본점 신한은행 디지털라운지 모란역점 수진동우체국 아이컨벤션웨딩                                      |
| 2         | 성남종합운동장 성남동행정복지센터 고려왕족발                                                                       |
| 3         | 중원구청 성남종합운동장 성남동행정복지센터                                                                         |
| 4         | 중원구청 뉴코아아울렛모란점 KB국민은행 모란역점                                                                    |
| 5         | 농협 성남농협본점 모란시장 로그인한진아파트 광명역 방면 인천공항 김포공항행방면 모란시장사거리 성남시청 성남시의회 |
| 6         | 농협 광주지구축산농협 모란역지점 로그인한진아파트 성남대로                                                         |
| 7         | 성남IC방면 광주.수원 분당방면 성남대로                                                                             |
| 8         | 탄천방면 성남 IC방면 성수초등학교                                                                                  |
| 9         | 성수초등학교 수진지구대 성남동제2복지회관                                                                          |
| 10        | 근로복지공단 성남지사 수진2동행정복지센터 KB국민은행 KT모란지점 태평역방면                                         |
| 11        | 수진동우체국 성남소방서 풍생중학교 풍생고등학교 수진소방파출소 성남제2초등학교                                     |
| 12        | 농협 성남농협본점 성남종합운동장 중앙로 산성대로                                                                   |

## 사진

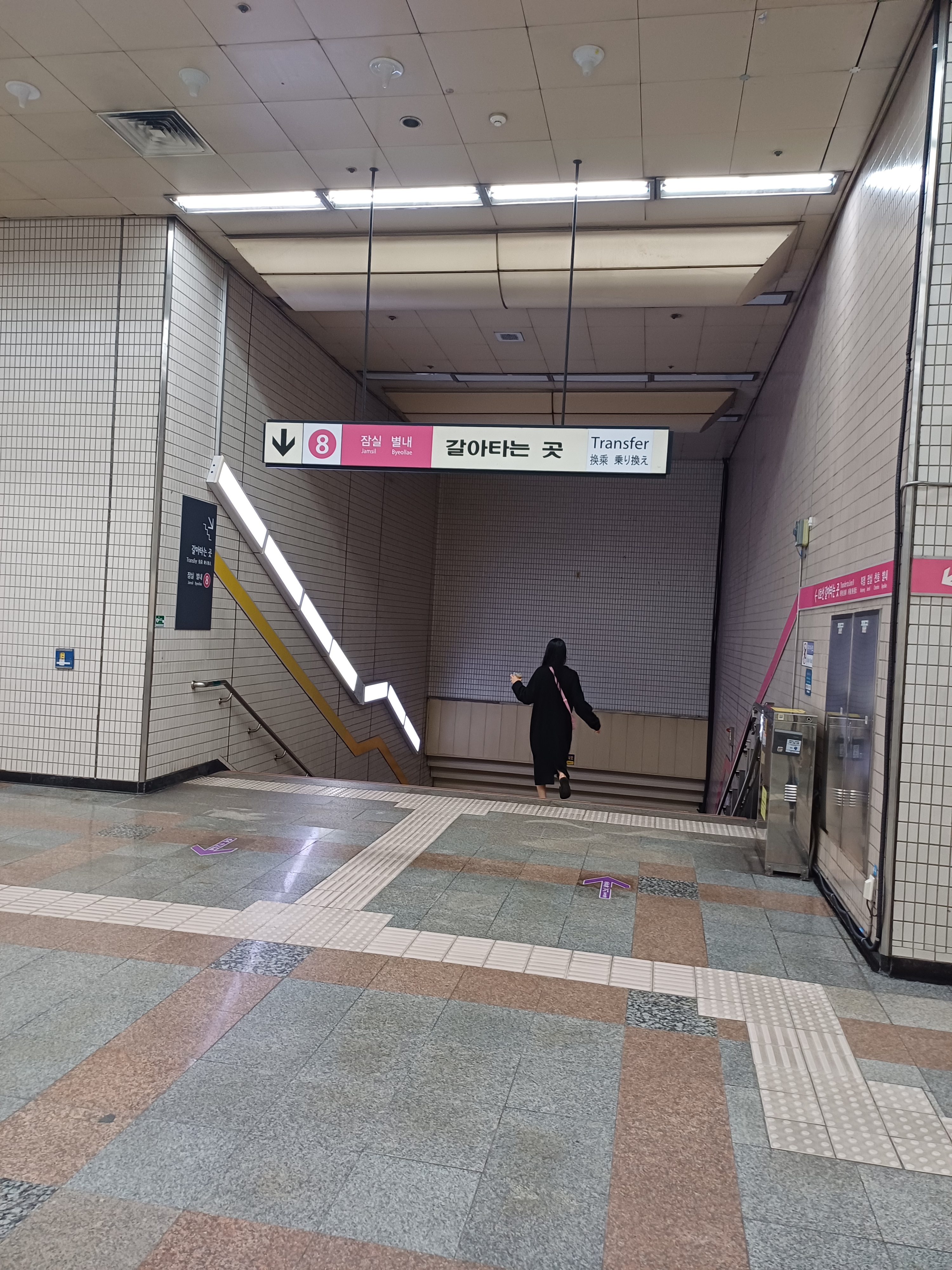
환승통로
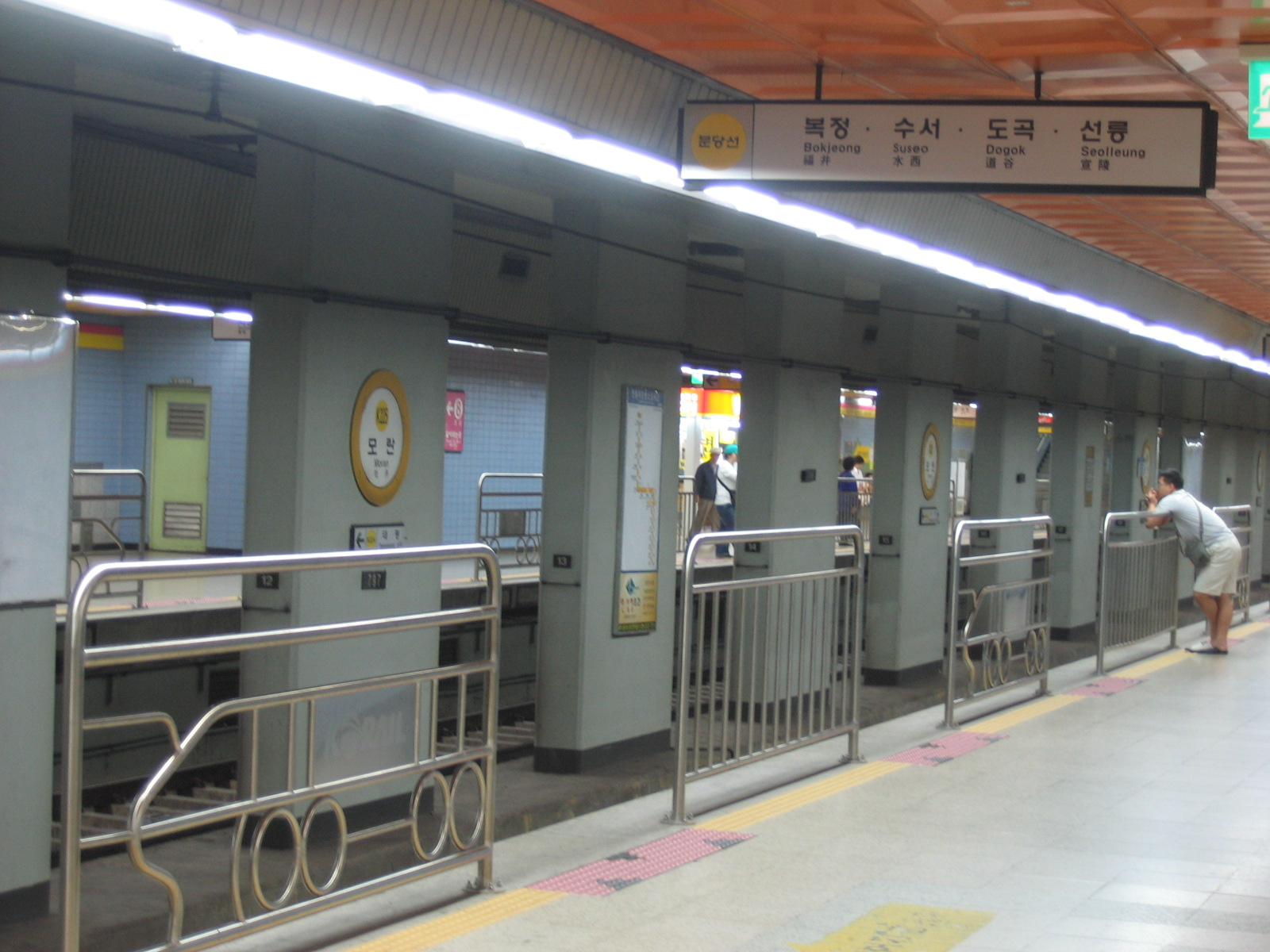
분당선 선릉 방향 승강장(선릉역~왕십리역 구간 연장 개통·수인분당선 직결·리모델링·스크린도어 설치 전)
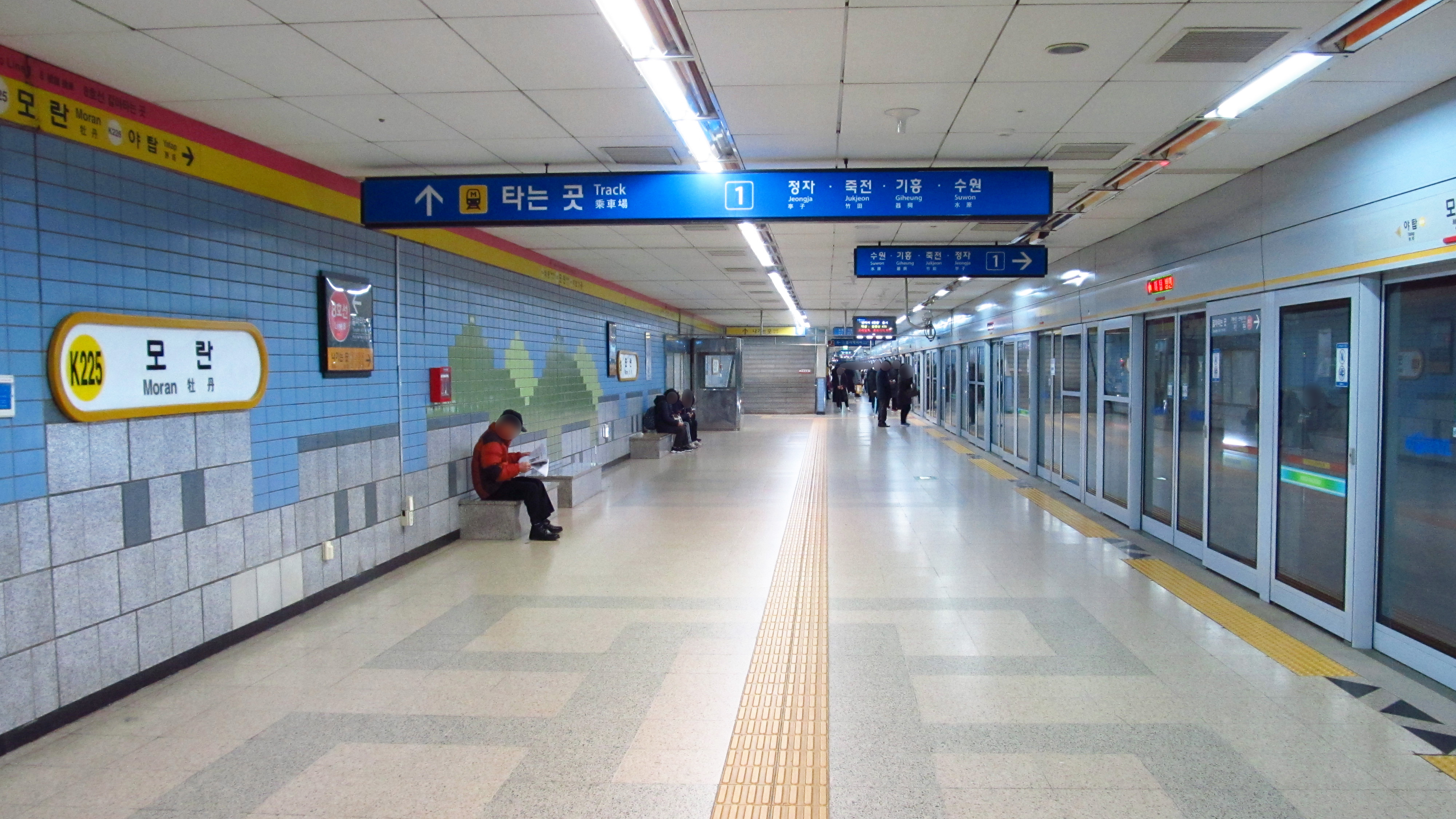
분당선 수원 방향 승강장(수인분당선 직결·리모델링 전)
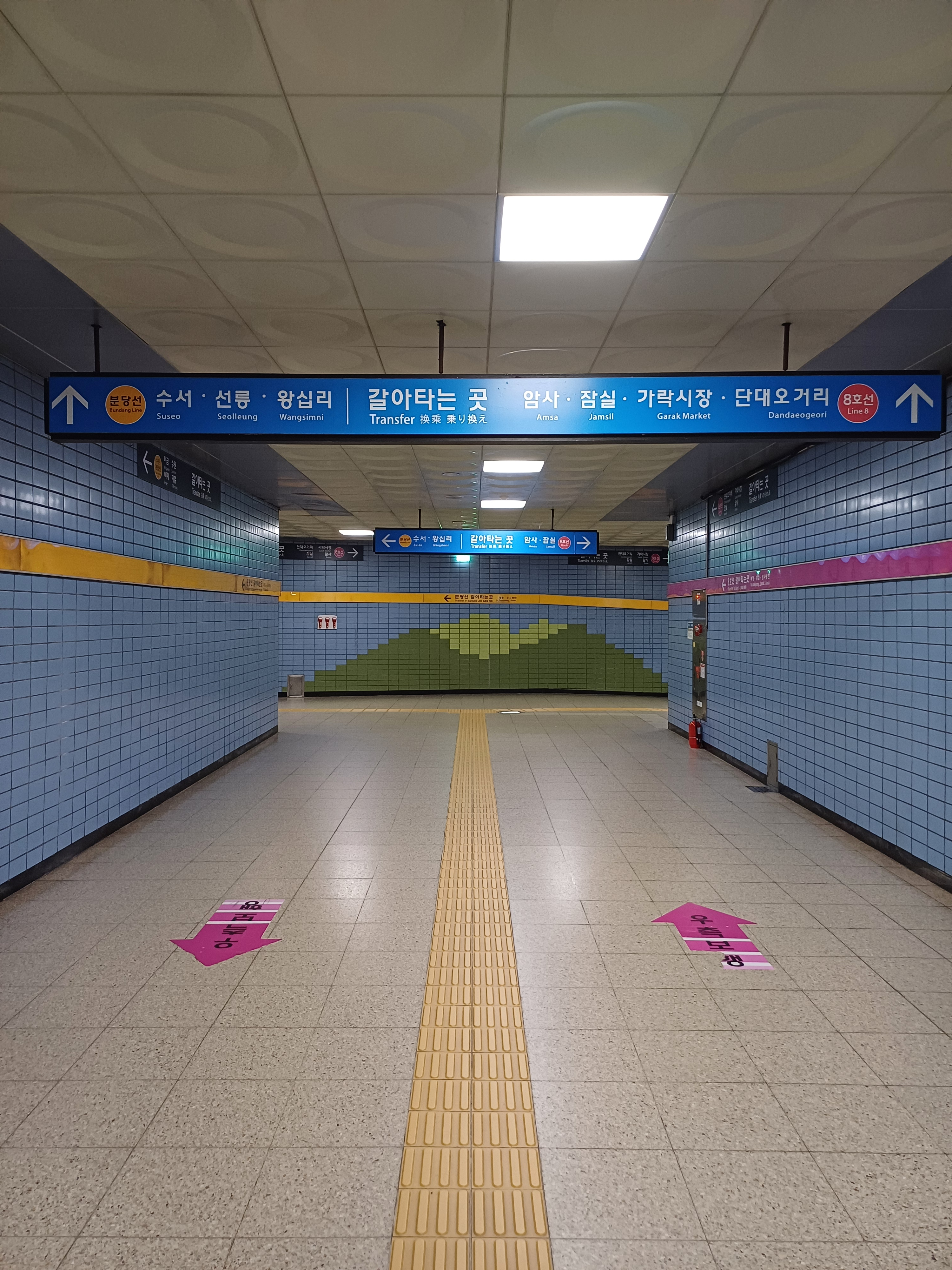
환승통로2

## 이용객 변동
| 노선   | 노선    | 일평균 인원수 (명/일) | 일평균 인원수 (명/일) | 일평균 인원수 (명/일) | 일평균 인원수 (명/일) | 일평균 인원수 (명/일) | 일평균 인원수 (명/일) | 일평균 인원수 (명/일) | 일평균 인원수 (명/일) | 일평균 인원수 (명/일) | 일평균 인원수 (명/일) | 각주                  | 각주                  | 각주                  | 각주                  | 각주  |
| 노선   | 노선    | 2000년                | 2001년                | 2002년                | 2003년                | 2004년                | 2005년                | 2006년                | 2007년                | 2008년                | 2009년                | 각주                  | 각주                  | 각주                  | 각주                  | 각주  |
| ------ | ------- | --------------------- | --------------------- | --------------------- | --------------------- | --------------------- | --------------------- | --------------------- | --------------------- | --------------------- | --------------------- | --------------------- | --------------------- | --------------------- | --------------------- | ----- |
| 분당선 | 승차    | 7,656                 | 14,326                | 16,746                | 18,827                | 14,778                | 15,112                | 15,799                | 16,800                | 18,873                | 19,731                | [ 4 ]                 | [ 4 ]                 | [ 4 ]                 | [ 4 ]                 | [ 4 ] |
| 분당선 | 하차    | 5,824                 | 12,462                | 16,296                | 17,819                | 14,063                | 14,472                | 15,275                | 16,295                | 18,337                | 18,845                | [ 4 ]                 | [ 4 ]                 | [ 4 ]                 | [ 4 ]                 | [ 4 ] |
| 8호선  | 승차    | 5,328                 | 5,585                 | 5,832                 | 5,642                 | 4,846                 | 4,591                 | 4,565                 | 4,517                 | 4,593                 | 4,615                 | [ 5 ]                 | [ 5 ]                 | [ 5 ]                 | [ 5 ]                 | [ 5 ] |
| 8호선  | 하차    | 4,230                 | 4,335                 | 4,428                 | 4,274                 | 3,611                 | 3,412                 | 3,370                 | 3,223                 | 3,181                 | 3,080                 | [ 5 ]                 | [ 5 ]                 | [ 5 ]                 | [ 5 ]                 | [ 5 ] |
| 8호선  | 승·하차 | 9,558                 | 9,920                 | 10,260                | 9,916                 | 8,457                 | 8,003                 | 7,935                 | 7,740                 | 7,774                 | 7,695                 | [ 5 ]                 | [ 5 ]                 | [ 5 ]                 | [ 5 ]                 | [ 5 ] |
| 노선   | 노선    | 일평균 인원수 (명/일) | 일평균 인원수 (명/일) | 일평균 인원수 (명/일) | 일평균 인원수 (명/일) | 일평균 인원수 (명/일) | 일평균 인원수 (명/일) | 일평균 인원수 (명/일) | 일평균 인원수 (명/일) | 일평균 인원수 (명/일) | 일평균 인원수 (명/일) | 일평균 인원수 (명/일) | 일평균 인원수 (명/일) | 일평균 인원수 (명/일) | 일평균 인원수 (명/일) | 각주  |
| 노선   | 노선    | 2010년                | 2011년                | 2012년                | 2013년                | 2014년                | 2015년                | 2016년                | 2017년                | 2018년                | 2019년                | 2020년                | 2021년                | 2022년                | 2023년                | 각주  |
| 분당선 | 승차    | 20,710                | 21,476                | 22,136                | 24,186                | 24,689                | 24,729                | 24,453                | 22,898                | 23,305                | 23,134                | 17,032                | 17,607                | 20,803                | 21,832                | [ 4 ] |
| 분당선 | 하차    | 19,534                | 20,143                | 21,070                | 22,948                | 23,507                | 23,272                | 23,153                | 22,539                | 23,087                | 23,019                | 16,954                | 17,456                | 20,496                | 21,416                | [ 4 ] |
| 8호선  | 승차    | 4,614                 | 4,657                 | 4,751                 | 4,818                 | 4,962                 | 4,846                 | 4,747                 | 4,808                 |                       |                       |                       |                       |                       |                       | [ 5 ] |
| 8호선  | 하차    | 3,313                 | 3,454                 | 3,586                 | 3,500                 | 3,703                 | 3,637                 | 3,549                 | 3,701                 |                       |                       |                       |                       |                       |                       | [ 5 ] |
| 8호선  | 승·하차 | 7,927                 | 8,112                 | 8,337                 | 8,318                 | 8,665                 | 8,483                 | 8,296                 | 8,509                 |                       |                       |                       |                       |                       |                       | [ 5 ] |

## 인접한 역
| 서울 지하철 8호선     | 서울 지하철 8호선                          | 서울 지하철 8호선             |
| --------------------- | ------------------------------------------ | ----------------------------- |
| 826 수진 별내 방면    | ● 수도권 전철 8호선                        | 시·종착역                     |
| 분당선                |                                            |                               |
| K224 태평 청량리 방면 | ● 수도권 전철 수인·분당선 완행 분당선 급행 | K226 야탑 고색 방면 인천 방면 |

## 역 연장 추진
판교역/능평동 방향으로 성남시청역 개통 추진하고 있다고 한다.